# Tennistoernooi van Rome 2011
Het tennistoernooi van Rome van 2011 werd van 8 tot en met 15 mei 2011 gespeeld op de gravel-banen van het Foro Italico in de Italiaanse hoofdstad Rome. De officiële naam van het toernooi was Internazionali BNL d'Italia.
Het tennistoernooi van Rome trok 151.429 toeschouwers.
Het toernooi bestond uit twee delen:
- WTA-toernooi van Rome 2011, het toernooi voor de vrouwen
- ATP-toernooi van Rome 2011, het toernooi voor de mannen

ATP-toernooi van Rome – WTA-toernooi van Rome

1990 · 1991 · 1992 · 1993 · 1994 · 1995 · 1996 · 1997 · 1998 · 1999 · 2000 · 2001 · 2002 · 2003 · 2004 · 2005 · 2006 · 2007 · 2008 · 2009 · 2010 · 2011 · 2012 · 2013 · 2014 · 2015 · 2016 · 2017 · 2018 · 2019 · 2020 · 2021 · 2022 · 2023 · 2024